# Taira no Kanemori
Taira no Kanemori (平兼盛; ... – 16 gennaio 991) è stato un poeta giapponese waka del medio periodo Heian.
Era un membro del clan Taira. Suo padre era Taira no Atsuyuki, un pronipote dell'imperatore Kōkō. È annoverato tra i Trentasei immortali della poesia.

## Biografia

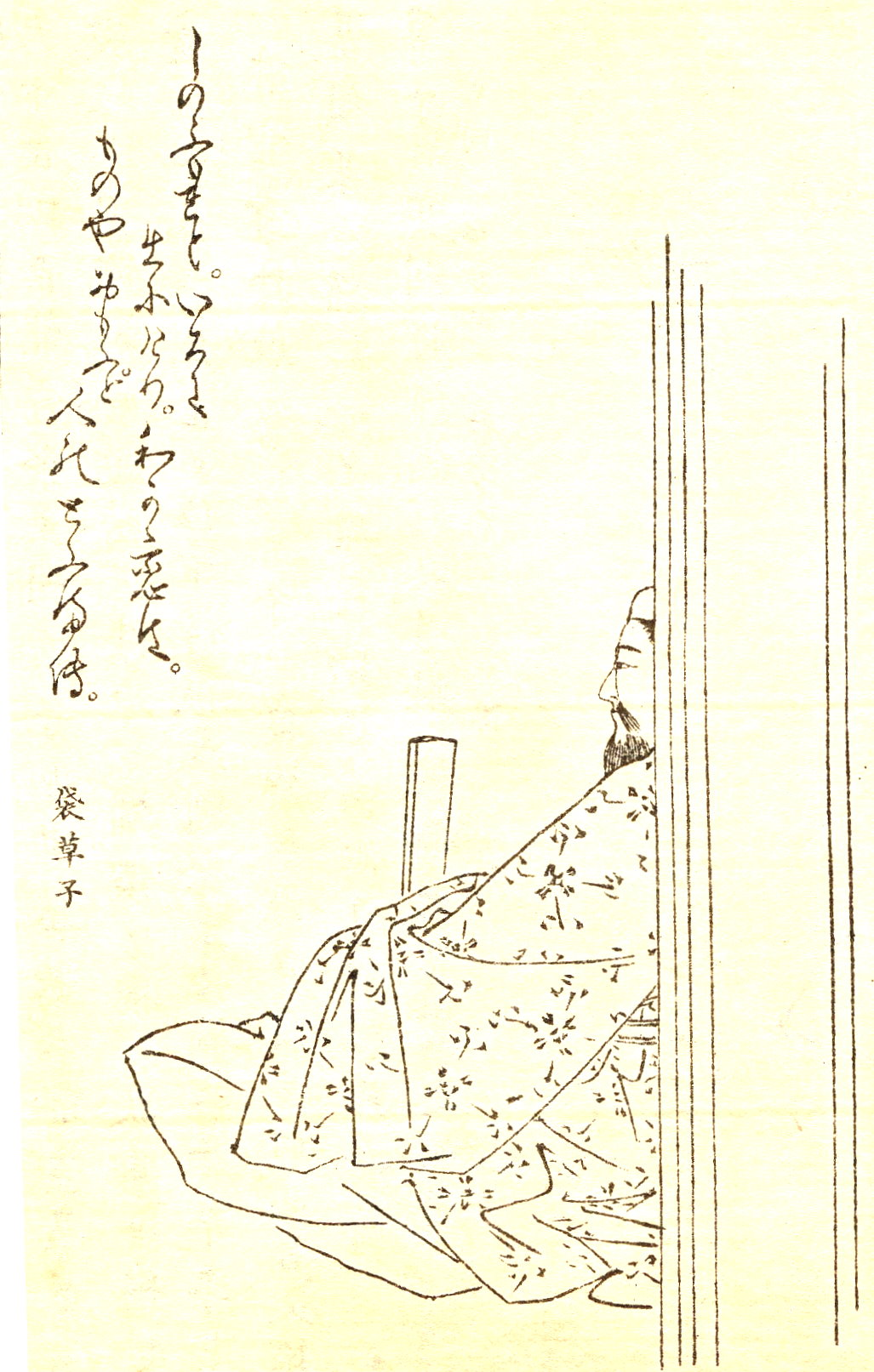
Taira no Kanemori dipinto da Kikuchi Yōsai / periodo Edo

Fu elevato a Jugoinoge (quinto grado minore, grado inferiore) nel 946. Nel 950 fu nominato governatore provvisorio della provincia di Echizen e allo stesso tempo retrocesso dal rango di nobiltà a suddito e viene dato alla famiglia il nome di Taira. Ricoprì i seguenti vari incarichi: nel 961 nominato Governatore della Provincia di Yamashiro; nel 966 elevato a Jugoinojo (Quinto grado junior, grado superiore) e nel 977 nominato governatore della provincia di Suruga.
Kanemori è meglio conosciuto per la sua poesia composta nel " Tentoku Dairi Uta-awase ", in cui ha avuto un incontro con Mibu no Tadami. La poesia è stata scelta per il Hyakunin Isshu.
Le poesie di Kanemori sono incluse in diverse antologie di poesie ufficiali dell'era Heian. Rimane anche una collezione personale nota come Kanemorishū (兼盛集). Sua figlia Akazome Emon era anche lei una poeta waka, sebbene di solito sia considerata la figlia del padre adottivo, Akazome Tokimochi.